# Paisaje protegido de Tafira
El paisaje protegido de Tafira es un espacio protegido comprendido en el sector nororiental de la isla de Gran Canaria (Canarias, España). De gran valor paisajístico, está repartido entre los términos municipales de Las Palmas de Gran Canaria, Santa Brígida y Telde. Está protegido con la categoría de paisaje protegido, con una extensión de 1413,6 ha.

## Descripción
El paisaje protegido de Tafira posee un gran valor paisajístico debido a su belleza y al estar en la transición entre los pisos de vegetación basal y termófilo, acogiendo numerosos núcleos poblacionales.
Contiene elementos singulares como una alineación de conos volcánicos de dirección NO-SE, destacando el Pico y Caldera de Bandama, la chimenea volcánica de Jinámar (Sima de Jinámar), parte de los últimos procesos eruptivos de la isla de Gran Canaria. A nivel botánico destacan las poblaciones de lentiscales y acebuchales junto con el paisaje protegido de Pino Santo, con el que limita en buena parte. Además de palmeras canarias y otros elementos del bosque termófilo con especies endémicas en peligro de extinción.
A nivel etnográfico destaca su entorno rural de interés cultural, con cultivos y viñedos junto bodegas, lagares y haciendas, además del centro alfarero de La Atalaya y el mirador del Pico de Bandama. En este espacio también se encuentra el Jardín botánico Viera y Clavijo, dedicado a la flora macaronésica y su protección, siendo de los grandes de España y Europa, de 27 ha.
Este espacio está incluido en la Red Canaria de Espacios Naturales protegidos y en la Red Natura 2000 con la Zona Especial de Conservación (ZEC) Bandama.

## Geología
El valor geomorfológico de este espacio viene por sus edificios volcánicos y mantos de lapilli, especialmente el conjunto del Pico y la Caldera de Bandama, sumando hacia el este un antiguo cono de tefra desmantelado, El Roque. El resto del espacio tiene un relieve alomado debido a la disposición del lapilli con valles como la Hoya de Plaza Perdida y la Hoya de Mondalón-La Cucharilla.
Encontramos materiales del Primer Ciclo volcánico de la isla en forma de coladas masivas de lava fonolítica, coladas piroclásticas y brechas volcánicas en los fondos de barranco. Del Ciclo Roque Nublo destacan las brechas volcánicas encontrándonos edificios cónicos como las montañas de Tafira y del Socorro. Del Ciclo Reciente destacamos la Montaña Pelada y por los volcanes de Bandama y Jinámar, de tipo estromboliano, con edificios cónicos o troncocónicos y áreas de dispersión asociadas.

### Edificios volcánicos destacables
El Pico de Bandama es un cono de cínder con cráter en forma de herradura orientado al NNO, formándose con una erupción explosiva alternada con coladas basálticas de tipo "aa" discurridas por el barranco de Monreal o Los Hoyos. En la caso de la Caldera, es una gran depresión semielíptica en forma de cono invertido con un diámetro de unos mil metros, originándose por explosiones en fases freatomagmáticas y al colapso del fondo en etapas finales.
Al SE de Bandama encontramos un conjunto de bocas eruptivas de pequeño tamaño destacando la sima de Jinámar, que conserva la chimenea tras la erupción y el vaciado del conducto, con una profundidad de 70 metros.

## Flora
Parte del espacio está nombrado como ZEC Bandama, por albergar hábitats de interés comunitario como los bosques de Olea y Ceratonia, brezales oromediterráneos endémicos con aliaga y matorrales termomediterráneos y pre-estépicos. Es un área de vegetación potencial termófila, con elementos del piso basal, transicionales y vegetación de sustitución, mezclándose todos estos estratos junto a cultivos agrícolas, destacando la vid (Vitis vinifera). 
En las cotas bajas del espacio destaca la tabaiba dulce (Euphorbia balsamifera), abundante en las laderas y en áreas de la Caldera de Bandama o El Culatón se entremezcla con bosquetes de palmera canaria (Phoenix canariensis) y acebuches (Olea cerasiformis). El cardón (Euphorbia canariensis) destaca dominantemente en el entorno de la Sima de Jinámar, junto a otras especies asociadas como el cornical (Periploca laevigata), el tasaigo (Rubia fruticosa), el matorrisco (Lavandula canariensis), el espino de mar (Lycium intricatum), el taginaste blanco (Echium deicasnei), puntualmente, el guaydil (Convolvulus floridus) e incluso lentiscos (Pistacia lentiscus). Otras especies, herbáceas, que se refugian en el cardonal son el romero mayor (Phagnalon umbelliforme), el sombrerillo común (Umbilicus horizontalis), además de otras como la tabaiba amarga (Euphorbia regis-jubae), el verode (Kleinia neriifolia), y la vinagrera (Rumex lunaria).
Destacan gramíneas como el cerrillo blanco (Tricholaena teneriffae) en suelos inestables de lapilli, junto a laderas que forman matorral mixto entre el piso basal y el termófilo. En las laderas más degradadas, en las zonas más orientales y meridionales del área, encontramos a invasoras como la tunera india y pastizales de cerrillo (Hyparrenia hirta), mientras que al interior varía más con especies como la retama blanca (Retama rhodorhizoides), el guaydil y el granadillo (Hypericum canariensis). En las cotas altas predominan los matorrales de incienso (Artemisia thuscula) junto a la salvia canaria (Salvia canariensis), la cañaheja (Ferula linkii), la malpica cabezote (Carlina salicifolia), la madama de risco (Allagopappus dichotomus), la flor de mayo (Pericallis webbii), el hinojo (Foeniculum vulgare), además de algunos acebuches, lentiscos y puntualmente, la malvarrisco rosada (Lavatera acerifolia), el taginaste chico (Echium strictum), entre otras.
Otros elementos del bosque termófilo, antaño mucho más extenso, son el almácigo (Pistacia atlantica), la palmera canaria y el drago (Dracaena draco), con ejemplares asilvestrados en el barranco de Las Goteras. En los edificios volcánicos y su entorno destacan las rupícolas como el balillo (Sonchus leptocephalus), el paniqueso (Lobularia canariensis), la cruzadilla (Hypericum reflexum), el bejeque rosado (Aeonium percarneum), la hierba puntera (A. manriqueorum), la bea dorada (Greenovia aurea), el helecho batatilla (Davallia canariensis), el saladillo de risco (Camptoloma canariense), entre otras.

## Fauna

### Vertebrados
Los reptiles están representados por los endémicos lagarto gigante de Gran Canaria (Gallotia stehlini), el perinquén de Boettger (Tarentola boettgeri) y la lisa rayada grancanaria (Chalcides sexlineatus sexlineatus). Los anfibios tienen presencia en estanques y presas con la rana común (Pelophylax perezii) y la ranita meridional (Hyla meridionalis).
La avifauna, la mejor representada, destaca por especies como las nidificantes en las laderas del Guiniguada, busardo ratonero (Buteo buteo insularum), el cernícalo canario (Falco tinnunculus canariensis), el búho chico (Asio otus canariensis), la paloma bravía (Columbia livia livia), el halcón tagorote (Falco pelegrinoides) y la lechuza (Tyto alba). 
Especies con mayor distribución son el canario (Serinus canarius), el pardillo común (Carduelis cannabina meadewaldoi), el verderón común (C. chloris aurantiiventris), el verdecillo (Serinus serinus), el gorrión moruno (Passer hispanolensis), el jilguero (Carduelis carduelis parva), el herrerillo (Cyanistes teneriffae), la curruca cabecinegra (Sylvia melanocephala leucigastra), la curruca tomillera (S. conspicillata orbitalis), y el mirlo (Turdus merula cabrerae). Más localizados están el capirote (Sylvia atricapilla heineken), la alpispa (Motacilla cinerea canariensis), el mosquitero común (Phylloscopus canariensis), la abubilla (Upupa epops), entre otras.
Especies introducidas son la tórtola de collar, la tórtola turca y los mamíferos como el ratón, la rata, el conejo y el erizo moruno, siendo el único mamífero naturalizado del área la musaraña gris (Crocidura russula).

### Invertebrados
La fauna invertebrada es variada y rica en este espacio, destacando los insectos, especialmente los coleópteros, con 60 endemismos exclusivos grancanarios como el escarabajo pigmeo de Gran Canaria (Sphaericus franzi), el escarabajito blando de Bandama (Malthinus bandamensis), entre otros.
Los dípteros están representados con 9 endemismos exclusivos de la isla como la mosca cumplida de Gloria (Ruppellia glorias), la falsa drosófila de Gran Canaria (Sapromyza bentejui bentejui), entre otras. Los himenópteros endémicos exclusivos de la isla con 7 especies como el cazarañas guanche (Arachnospila guanchica). Los lepidópteros con 5 especies endémicas de la isla. Los ortópteros con dos especies canarias, el saltamontes común (Calliptamus plebeius) y el saltamontes aliazul grancanario (Oedipoda canariensis).
Los dermápteros con el endemismo grancanario cortacapote de Bandama (Guanchia bandamaensis), y del orden Blattaria, el endemismo canario chiripa dorada (Phyllodromica brullei). Los diplópodos con 2 endemismos grancanarios y el canario milpiés friero (Acipes franzi). Y los quilópodos con el endemismo canaro Cryptops canariensis.
Los arácnidos con el endemismo canario araña patuda doméstica (Pholcus ornatus). Por últimos los moluscos están representados con 10 endemismos exclusivos de la isla como el caracol pintado de Gran Canaria (Theba grasseti), y el endemismo canario Gibbulinella dealbata.